# Jean Hanff Korelitz
Jean Hanff Korelitz (New York, 16 maggio 1961) è una scrittrice statunitense.

## Biografia
Nata a New York nel 1961, nel 1983 ha ottenuto un B.A. al Dartmouth College e due anni dopo un M.A. al Clare College di Cambridge.
Nel 1989 ha pubblicato la sua prima raccolta di liriche, The Properties of Breath e nel 1996 il suo primo romanzo, La parola ai giurati al quale hanno fatto seguito altre 7 opere di narrativa e un testo teatrale.
Nel 2013 il suo romanzo Admission ha fornito il soggetto alla pellicola omonima mentre nel 2020 il suo romanzo Una famiglia felice è stato trasposto nella serie TV The Undoing.

## Vita privata
Nel 1987 ha sposato il poeta nordirlandese Paul Muldoon dal quale ha avuto due figli: Dorothy e Asher.

## Opere

### Romanzi
- La parola ai giurati (A Jury of Her Peers, 1996), Milano, Sonzogno, 1997 traduzione di Annamaria Biavasco e Valentina Guani ISBN 88-454-0952-X.
- Il fiume degli innocenti (The Sabbathday River, 1999), Milano, Sonzogno, 2000 traduzione di Stefania De Franco e Paola Predicatori ISBN 88-454-1912-6.
- Il venditore di rose (The White Rose), Milano, Sonzogno, 2005 traduzione di Gloria Colombo e Giovanna Scocchera ISBN 88-454-1248-2.
- Admission (2009)
- Una famiglia felice (You Should Have Known, 2014), Milano, Piemme, 2016 traduzione di Elena Cantoni ISBN 978-88-566-3534-8.
- The Devil and Webster (2017)
- The Plot (2021)

### Raccolte di poesie
- The Properties of Breath (1989)

### Libri per ragazzi
- Interference Powder (2003)

### Teatro
- The Dead, 1904 con Paul Muldoon (2016)

## Premi e riconoscimenti
- Chancellor's Gold Medal: 1985 per The Sounds from the Stairs and other poems

## Adattamenti cinematografici
- Admission - Matricole dentro o fuori (Admission), regia di Paul Weitz (2013) (dall'omonimo romanzo)

## Adattamenti televisivi
- The Undoing - Le verità non dette (The Undoing) serie TV, regia di Susanne Bier (2020) (dal romanzo Una famiglia felice)